# Jean Lefebvre
Pour les articles homonymes, voir Lefèvre.
Ne doit pas être confondu avec Jean Lefèvre ou René Lefèvre (acteur).
Jean Lefebvre, né le 3 octobre 1919 à Valenciennes, département du Nord, et mort le 9 juillet 2004 à Marrakech, au Maroc, est un acteur français.
Il est connu pour ses rôles comiques dans des films de Georges Lautner (particulièrement Les Tontons flingueurs), pour la série du Gendarme ou celle de La Septième Compagnie. Il a aussi tourné dans un bon nombre de comédies sans prétention, totalisant plus de cent vingt films.
Il fut également, sur les scènes parisiennes, la vedette de nombreuses pièces de boulevard.

## Biographie

### Enfance, formation et débuts
Jean Marcel Lefebvre naît le 3 octobre 1919 à Valenciennes, dans la famille d'un petit industriel. Il est le fils de Georges Marcel Lefebvre et de Zélia Louise Mathilde Masquelier. À l'âge de 18 mois, il est atteint de poliomyélite et reste appareillé jusqu'à l'âge de dix ans. Il a vécu cette maladie comme un drame dans son enfance mais c'est ce qui a déterminé d'une certaine façon son destin de comique car il a réagi en faisant le clown pour s'attirer la sympathie de ses camarades d'école. Il est surnommé « Fifi l'oiseau » au lycée Henri Wallon parce qu'il chante bien.
Ses études pour devenir pharmacien sont interrompues par la Seconde Guerre mondiale. Fait prisonnier, puis réquisitionné comme ouvrier agricole, il s'échappe pour rejoindre sa famille évacuée près de Châteauroux. Il est quelque temps conducteur de tramway à Limoges sur la ligne Hôtel de Ville-Cimetière où il écrase un âne. Il fait aussi du marché noir en vendant des harengs fumés. Il devient ensuite vendeur de sous-vêtements. À la fin de la guerre, il rentre chez lui dans sa maison de Valenciennes, où il travaille quelque temps pour son père, puis entre au Conservatoire de Paris en 1948.
Avec un deuxième prix d'opéra comique au Conservatoire de Paris, il doit, pour complaire à sa famille, faire carrière en tant que chanteur d'opéra, mais, repéré par René Simon, célèbre professeur d'art dramatique, il commence à jouer au cabaret au début des années 1950, puis intègre la célèbre troupe des Branquignols avec laquelle il part jouer aux États-Unis pendant deux ans.

### Carrière
Après de petites apparitions au cinéma dans les années 1950, Jean Lefebvre devient l'un des acteurs les plus célèbres de sa génération dans les années 1960 et 70, tant à l'écran qu'au théâtre, en incarnant souvent le personnage du « franchouillard » gentil et un peu hébété, au « regard triste de cocker » (qualifié ainsi par Lino Ventura). Toujours dans un registre burlesque, il enchaîne ainsi les seconds rôles dans des comédies, faisant de lui un acteur populaire reconnu et apprécié. C'est le film Ne nous fâchons pas (1966) qui lui donne le statut d'acteur de premier plan.
Parmi ses apparitions notables, citons son rôle de Paul Volfoni (le frère de Raoul alias Bernard Blier) dans Les Tontons flingueurs, de Charly, garçon d'écurie donnant des tuyaux à Jean Gabin dans Le Gentleman d'Epsom, de Goubi dans Un idiot à Paris, d'Arsène, compère — à nouveau — de Blier dans Quand passent les faisans, de Léonard Michalon, petite frappe victimisée par Lino Ventura dans Ne nous fâchons pas, de Fougasse dans la série du Gendarme de Saint-Tropez et de Pithiviers dans La Septième compagnie. Il reste dans les mémoires pour son comique de l'autodérision, dont il fit la trame de sa carrière.
Le tournage de la série du Gendarme n'aura pas toujours été du goût de Lefebvre. Le Gendarme de Saint-Tropez se fait sans mal, mais à partir du deuxième film Le Gendarme à New York, une brouille entre Lefebvre et Jean Girault apparaît. Le cinéaste l'écarte quelque temps de l'aventure, d'où sa faible présence dans le deuxième film. Lors du troisième film, Le Gendarme se marie, des scènes entre Lefebvre et Geneviève Grad sont tournées mais n'apparaissent pas dans le montage final. Lefebvre reprochera à Louis de Funès de lui voler toutes ses scènes et son temps dans le film. « Tu es connu pour faire ce genre de choses », lui reproche-t-il. « Lorsque tu as tourné Le Corniaud, tu es arrivé un matin sur le plateau et tu as refusé de tourner parce que ton rôle ne prévoyait pas assez d'effets comiques... c'est exactement pareil ! » Lefebvre acceptera néanmoins de faire partie de l'aventure du quatrième film, Le Gendarme en balade, mais sera absent dans Le Gendarme et les Extraterrestres et Le Gendarme et les Gendarmettes pour cause d'exigences autant artistiques que financières. « Je ne vais pas continuer à servir la soupe à monsieur Louis de Funès », conclut-il. Michel Modo avouera : « Il avait dit du mal sur Louis et le producteur n'en voulait plus. C'est le producteur qui l'a viré, il a fait courir le bruit que c'était Louis, mais c'est le producteur ».

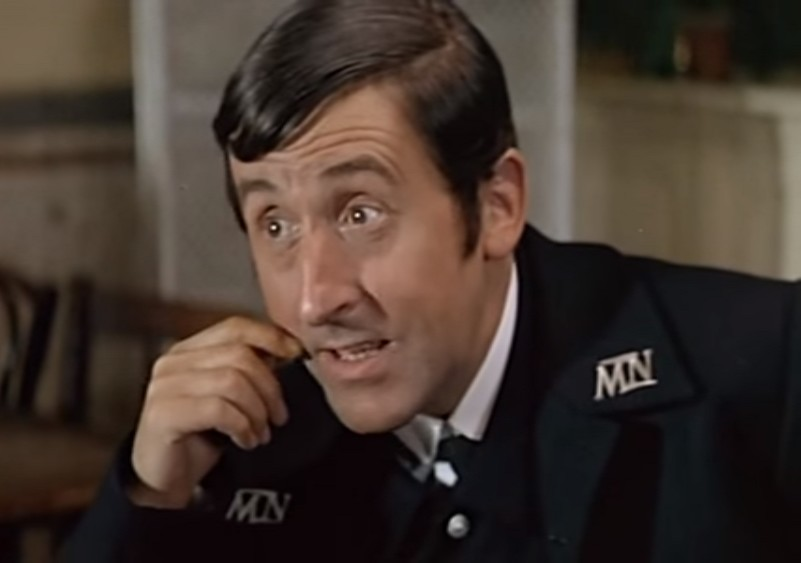
Jean Lefebvre en 1966 dans le film On a volé la Joconde.

À la suite de leur collaboration dans Les Tontons flingueurs, Jean Lefebvre et Bernard Blier se retrouvent souvent dans des comédies sans prétention où leur association rappelle celle des frères Volfoni : Quand passent les faisans en 1965, Du mou dans la gâchette en 1966, C'est pas parce qu'on a rien à dire qu'il faut fermer sa gueule en 1974, Un idiot à Paris ou Le Fou du labo 4. Il tourne avec certains des plus grands comédiens, comme Jean Gabin, Louis de Funès, Orson Welles, Richard Burton, Lino Ventura, Bourvil, Paul Meurisse, Jean-Paul Belmondo ou encore Bernard Blier et Michel Serrault, avec lesquels il collabore souvent, ainsi qu'avec de grands cinéastes : Georges Lautner, Philippe de Broca, Roger Vadim, Gilles Grangier, Jean Girault, Costa-Gavras, Yves Robert, Édouard Molinaro, Yves Allégret, Robert Lamoureux ou encore Julien Duvivier.
Parieur invétéré et gros flambeur, Jean Lefebvre dilapidait ses cachets au casino d'Enghien-les-Bains au point d'avoir régulièrement des problèmes avec le fisc. Son appétit pour les jeux d'argent oriente sa carrière vers une suite moins glorieuse. En effet, le succès le fuit à partir des années 1980 ; il accepte de jouer dans des films pour rembourser ses nombreuses dettes de jeu et non pas pour la qualité de leur scénario. Il déclare ainsi : « J'ai tourné tellement de navets que ma carrière ressemble à un potager. » Il gagne pourtant au Loto en 1999 mais ce lot de 15 millions de francs ne parvient pas à le tirer totalement d'affaire.

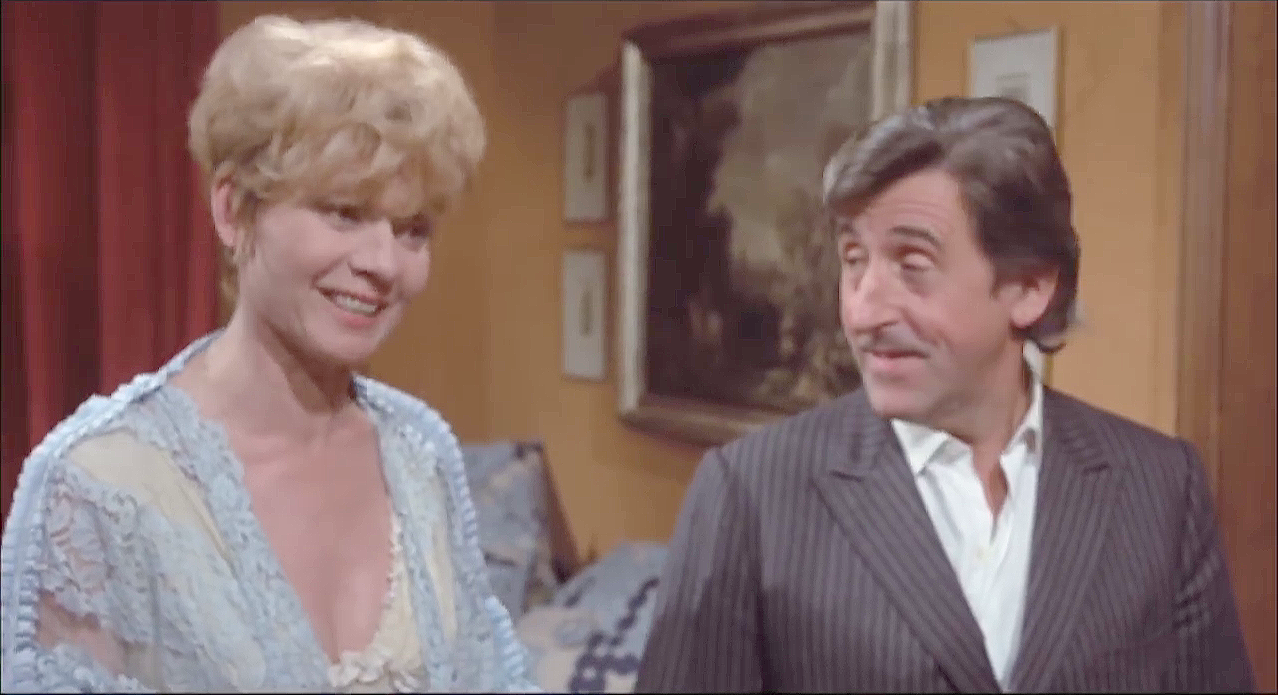
En 1974, pour le film italien Commissariat de nuit avec Annie Cordy.

Toutefois, selon un sondage de l'IFOP réalisé en 1981, il est désigné par les Français comme leur troisième acteur comique favori, après Louis de Funès et Coluche. Il regrette surtout que le cinéma ne lui ait pas offert un rôle dramatique, comme Coluche avec Tchao Pantin, et déclare qu'il n'attend que ça.
Il se distingue au théâtre en jouant le double-rôle principal de la pièce Les Jumeaux.

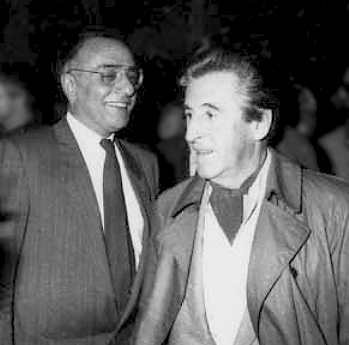
Yves Mourousi et Jean Lefebvre en 1983, à Toulouse.

Il est aussi l'un des fondateurs de l'émission Les Grosses Têtes, sur RTL, émission à laquelle il participe régulièrement dans les années 1980. Il s'y distingue par ses questions ingénues : « Est-ce que ça a un rapport avec le sexe ? »
En plus de sa carrière d'acteur, Jean Lefebvre s'était essayé à l'écriture avec le livre Qu'est-ce qu'elles me trouvent ? ou encore à la chanson avec, entre autres, le 45 tours Le démon de midi.

### Mort
Jean Lefebvre meurt le 9 juillet 2004 à l'âge de 84 ans, des suites d'une crise cardiaque dans sa résidence, du restaurant La Bohème, à Marrakech, au Maroc. Ses funérailles se déroulent à l'église de Saint-Nom-la-Bretèche (Yvelines). Il est ensuite incinéré et ses cendres sont répandues sur le mont Blanc.

### Vie privée
Jean Lefebvre se marie quatre fois (dont deux fois avec la même femme). Il épouse en premières noces à Paris 16e le 22 novembre 1950, Micheline Reine Grasser (divorce prononcé le 24 janvier 1962) ; en deuxièmes noces à Neuilly-sur-Seine le 20 mai 1967, Catherine Chassin-Briault, dite Yori Bertin (divorce prononcé le 7 mars 1973) ; en troisièmes noces à Paris 16e le 13 décembre 1974, il se remarie avec sa deuxième épouse dont il divorce le 8 juillet 1977. Enfin, il épouse, à Las Vegas le 17 juillet 1994, Brigitte Jacqueline Françoise Lerebours. Il est le père de cinq enfants : Bernard, Catherine, Marie-Christine, Carole et Pascal.

## Filmographie

### Cinéma
- 1933 : Judex 34, de Maurice Champreux - Roger de Trémeuse, le fils de Judex
- 1947 : Un flic, de Maurice de Canonge - Une figuration chez le coiffeur
- 1948 : Ruy Blas, de Pierre Billon - Un garde
- 1951 : Bouquet de joie, de Maurice Cam - Georges
- 1952 : Une fille sur la route ou Voyage incognito, de Jean Stelli - Loulou
- 1952 : L'Amour toujours l'amour, de Maurice de Canonge - Jacques
- 1955 : Une fille épatante ou Une fille futée, de Raoul André
- 1955 : Les Diaboliques, de Henri-Georges Clouzot -  Robert, Le deuxième classe aviné à la pompe à essence
- 1955 : Cherchez la femme ou Une fille à la redresse, de Raoul André - Joé
- 1955 : Gas-oil, de Gilles Grangier - Le chauffeur du car
- 1956 : Villa sans souci, de Maurice Labro - Le valet de chambre
- 1956 : Les Indiscrètes, de Raoul André - Laroche
- 1956 : La Meilleure Part, d'Yves Allégret - Raymond
- 1956 : Cette sacrée gamine ou Mademoiselle Pigalle, de Michel Boisrond - Jérôme, le copain
- 1956 : Les Aventures de Gil Blas de Santillane (Una Aventura de Gil Blas), de René Jolivet et Ricardo Muñoz Suay - Scipion
- 1956 : L'Homme et l'Enfant, de Raoul André - Albert
- 1956 : Et Dieu… créa la femme, de Roger Vadim -  Apparition - L'homme qui veut danser
- 1956 : La Châtelaine du Liban de Richard Pottier - La Pie
- 1957 : Le Septième Commandement, de Raymond Bernard - Edouard, le fils d'Emilie
- 1957 : Que les hommes sont bêtes, de Roger Richebé - Francis
- 1957 : L'Ami de la famille, de Jack Pinoteau - Le jardinier
- 1957 : Méfiez-vous fillettes, de Yves Allégret - Matz
- 1957 : Nous autres à Champignol, de Jean Bastia - Un soldat romain, un roi Mérovingien, Henri III, un mousquetaire, le zouave du pont de l'Alma, un homme en exode
- 1957 : La Polka des menottes, de Raoul André - L'inspecteur Martial
- 1957 : Quand la femme s'en mêle, de Yves Allégret - Fred
- 1958 : Le Dos au mur, d'Édouard Molinaro - Mauvin
- 1958 : La Bigorne, caporal de France, de Robert Darène - Potiron
- 1958 : Tabarin, de Richard Pottier - Julien
- 1958 : En légitime défense, d'André Berthomieu - Georges
- 1958 : La Fille de Hambourg, de Yves Allégret - Georges
- 1958 : Un drôle de dimanche, de Marc Allégret - L'huissier
- 1959 : Houla-Houla, de Robert Darène - Le gendarme farfelu
- 1960 : Les Moutons de Panurge ou La grande ville, de Jean Girault - Juste une apparition
- 1961 : La Vendetta, de Jean Chérasse - Colombo
- 1961 : La Belle Américaine, de Robert Dhéry et Pierre Tchernia - Chougnasse, le chef comptable
- 1962 : Les Veinards, de Jean Girault (segment Un yacht) - Le marin
- 1962 : Un clair de lune à Maubeuge, de Jean Chérasse - Un mineur
- 1962 : Le Roi des montagnes ou Le voleur de femmes, de Willy Rozier
- 1962 : Terreur sur la savane (Konga Yo), de Yves Allégret - Jean
- 1962 : Le Gentleman d'Epsom ou Les grands seigneurs, de Gilles Grangier - Charly
- 1962 : Les Ennemis, d'Édouard Molinaro - Le médecin
- 1962 : Le Repos du guerrier, de Roger Vadim - Armand
- 1962 : Gigot, le clochard de Belleville (Gigot), de Gene Kelly - Gaston
- 1963 : Faites sauter la banque, de Jean Girault - Le contremaître sur le chantier
- 1963 : Le Coup de bambou, de Jean Boyer - L'auvergnat
- 1963 : Chair de poule, de Julien Duvivier - Le curé
- 1963 : Les Grands Chemins, de Christian Marquand - Le joueur aux cartes à Bellecourt
- 1963 : Paris champagne, de Pierre Armand
- 1963 : Les Tontons flingueurs, de Georges Lautner - Paul Volfoni, petit truand et frère de Raoul
- 1963 : Bébert et l'Omnibus, de Yves Robert - Balissart
- 1964 : La Mort d'un tueur, de Robert Hossein - Tony
- 1964 : Le Gendarme de Saint-Tropez, de Jean Girault - Le maréchal des logis Lucien Fougasse
- 1964 : Une souris chez les hommes ou Un drôle de caïd, de Jacques Poitrenaud - Le surveillant T.V
- 1964 : Relaxe-toi chérie, de Jean Boyer - Blaise
- 1964 : Monsieur, de Jean-Paul Le Chanois - Le détective privé
- 1964 : Allez France !, de Robert Dhéry - Le supporter saoul
- 1964 : Les Gorilles, de Jean Girault - Le machiniste électro
- 1964 : Compartiment tueurs de Costa-Gavras
- 1964 : Angélique, marquise des anges de Bernard Borderie - un courtisan
- 1965 : Les Copains, de Yves Robert - Le restaurateur
- 1965 : Quand passent les faisans ou Les escrocs, d'Édouard Molinaro - Arsène Baudu
- 1965 : Le Gendarme à New York, de Jean Girault - Le maréchal des logis Lucien Fougasse
- 1965 : Le Dix-septième Ciel ou Une page d'amour, de Serge Korber - Le plongeur
- 1965 : La Bonne Occase ou Les Belles Conduites, de Michel Drach - Le pompiste
- 1965 : Les Bons Vivants ou Un grand seigneur, de Gilles Grangier (segment Le Procès) - Léonard Maburon
- 1966 : Le Solitaire passe à l'attaque, de Ralph Habib - Robert Le Goff
- 1966 : On a volé la Joconde (Il Ladro della Gioconda), de Michel Deville - Le gardien
- 1966 : Du mou dans la gâchette ou Deux tueurs, de Louis Grospierre - Léon Dubois
- 1966 : Angélique et le Roy, de Bernard Borderie - le médecin
- 1966 : Ne nous fâchons pas, de Georges Lautner - Léonard Michalon
- 1966 : Trois Enfants dans le désordre, de Léo Joannon - Fernand
- 1967 : Un idiot à Paris, de Serge Korber - Goubi
- 1967 : Le Fou du labo 4, de Jacques Besnard - Eugène Ballanchon
- 1968 : Un drôle de colonel, de Jean Girault - Cutterfeet
- 1968 : Le Gendarme se marie, de Jean Girault - Le maréchal des logis Lucien Fougasse
- 1969 : Le Bourgeois gentil mec, de Raoul André - M. Gentil
- 1970 : L'Âne de Zigliara ou Une drôle de bourrique, de Jean Canolle - Gégé
- 1970 : Le Gendarme en balade, de Jean Girault - Le maréchal des logis Lucien Fougasse
- 1972 : L'Ingénu, de Norbert Carbonnaux - L'abbé de Kerkabon
- 1972 : Barbe-Bleue (Bluebeard), d'Edward Dmytryk et Luciano Sacripanti - Le père de Greta
- 1972 : L'Île au trésor (Treasure Island), de John Hough, Andrea Bianchi - Ben Gunn
- 1973 : La Valise, de Georges Lautner - Le bagagiste arabe
- 1973 : Quelques messieurs trop tranquilles, de Georges Lautner - Julien Michalon
- 1973 : J'ai mon voyage ! ou Quand c'est parti, c'est parti, de Denis Héroux - Mr Cartier
- 1973 : L'Île mystérieuse - La Isla misteriosa y el capitán Nemo, de Juan Antonio Bardem et Henri Colpi
- 1973 : Le Solitaire, d'Alain Brunet - La Carlingue, un gardien
- 1973 : Le Magnifique, de Philippe de Broca - L'électricien
- 1973 : Mais où est donc passée la septième compagnie ?, de Robert Lamoureux - Pithiviers
- 1974 : Le Plumard en folie, de Jacques Lemoine - Adrien
- 1974 : Commissariat de nuit (Commissariato di notturna), de Guido Leoni
- 1974 : Comme un pot de fraises, de Jean Aurel - Adrien
- 1974 : C'est jeune et ça sait tout ou L'éducatrice, Y'a pas de mal à se faire du bien, de Claude Mulot - Charles Lebrun
- 1974 : Impossible... pas français, de Robert Lamoureux - Louis Brisset
- 1975 : C'est pas parce qu'on a rien à dire qu'il faut fermer sa gueule..., de Jacques Besnard - Riton
- 1975 : Pas de problème !, de Georges Lautner - Edmond Michalon
- 1975 : On a retrouvé la septième compagnie, de Robert Lamoureux - Pithiviers
- 1976 : La situation est grave mais... pas désespérée !, de Jacques Besnard - Bertrand Duvernois
- 1976 : Le Jour de gloire, de Jacques Besnard - Grégoire
- 1976 : Le Chasseur de chez Maxim's, de Claude Vital - Le chanoine
- 1977 : Treize Femmes pour Casanova (Casanova & Co.), de Franz Antel - Le sergent
- 1977 : Le Maestro, de Claude Vital - Alexis Kemper
- 1977 : La Septième Compagnie au clair de lune, de Robert Lamoureux - Pithiviers
- 1978 : Freddy, de Robert Thomas - Frédéric Corban, dit: Freddy
- 1978 : Ils sont fous ces sorciers, de Georges Lautner - Julien Picard
- 1978 : Plein les poches pour pas un rond, de Daniel Daert - Julien
- 1979 : Le Temps des vacances, de Claude Vital - Alexandre
- 1979 : Tendrement vache, de Serge Penard - Henri Duchemin
- 1979 : Duos sur canapé, de Marc Camoletti - Victor, le valet
- 1980 : Les Borsalini, de Michel Nerval - Momo Bichonnet
- 1981 : Le Chêne d'Allouville ou Ils sont fous ces Normands, de Serge Penard - Albert Lecourt
- 1981 : Prends ta Rolls et va pointer, de Richard Balducci - Camille
- 1982 : N'oublie pas ton père au vestiaire, de Richard Balducci - Antoine Chevrier
- 1982 : On n'est pas sorti de l'auberge, de Max Pécas - Félix
- 1983 : Le Braconnier de Dieu, de Jean-Pierre Darras - Vincent Espérendieu
- 1983 : Salut la puce, de Richard Balducci - Robert « capitaine » Dumourier
- 1985 : Le Gaffeur, de Serge Penard - Gabriel Duchemin
- 1989 : La Folle Journée ou Le mariage de Figaro, de Roger Coggio - Bazile
- 1989 : À deux minutes près, d'Éric Le Hung - Le mari de la matronne
- 1990 : Domotica, de Magà Ettori - Toussaint Croce
- 2001 : Fifi Martingale, de Jacques Rozier - Gaston Manzanarès

### Télévision
- 1958 : L'Amant de Bornéo de Roger Iglésis - Un bourgeois
- 1960 : Rue de la gaîté (TV) : lui-même
- 1961 : Sans cérémonie d'André Pergament
- 1963 : En famille épisode de la série 13 contes de Maupassant de Carlo Rim
- 1963 : Premier Rendez-vous épisode de la série 13 contes de Maupassant de Carlo Rim
- 1964 : L'Affaire de la rue de Lourcine de René Lucot
- 1968 : Un chat sur la ligne de Frédéric Dard
- 1970 : La Fleur de Jacques Robin
- 1970 : Le Voisin épisode de Les Enquêteurs associés de Serge Korber
- 1971 : Au théâtre ce soir : Cash-Cash d'Alistair Foot et Anthony Marriott, mise en scène Michel Vocoret, réalisation Pierre Sabbagh, Théâtre Marigny - Murdoch Cooper
- 1972 : Les Cagnards épisode de Les dossiers de maître Robineau de Jean-Marie Coldefy - Gaétan
- 1972 : La Sainte Farce de Jean Pignol - Mr Dupin, le gérant de la compagnie "Dupin Père et Fils"
- 1972 : Avec le cœur de Rémy Grumbach
- 1973 : La Vie du bon côté : Claude Chabrol documentaire de Roger Sciandra - Témoignage
- 1974 : Chéri-Bibi feuilleton en 46 épisodes de 13 minutes de Jean Pignol - La Ficelle
- 1977 : Monsieur Badin de Daniel Ceccaldi
- 1985 : La Mariée rouge de Jean-Pierre Bastid
- 1986 : L'Affaire suivante feuilleton en 36 épisodes de 13 minutes de Stéphane Bertier - Le cousin Le Bol
- 1987 : Le Jupon de Nemours de Serge Korber
- 1990 : Le Congrès de Claude Guillemot
- 1990 : Le Grand Standing de Stéphane Bertin
- 1990 : La Grande Embrouille de Claude Guillemot - Laurent Baudoin
- 1991 : Des cadavres à la pelle diffusé en deux parties d'Éric Le Hung
- 1991 : Papy super star de Serge Penard - Victor Colinet
- 1991 : Sous le signe du poisson de Serge Pénard - Michel Sénachal
- 1991 : Bienvenue à Bellefontaine de Gérard Louvin - Gaëtan Lantier
- 1991 : Trois coups pour rire de Jean-Claude Massoulier
- 1992 : Feu Adrien Muset de Jacques Besnard - Adrien Muset
- 1993 : Le Gourou occidental de Danièle J. Suissa - André Gachot
- 1993 : Une famille pas comme les autres feuilleton en 52 épisodes de 26 minutes de Christophe Andrei et Patrick Bureau - Jean Lemercier
- 1996 : Château Magot de Jean-Louis Lorenzi - Jean
- 1996 : Le Bourgeois se rebiffe de Jean-Pierre Alessandri - Jean Lebourgeois
- 1997 : Un malade en or de Sylvain Madigan - Jean Figeac
- 2003 : Louis de Funès, la comédie humaine documentaire de Philippe Azoulay - Témoignage
- 2003 : Caméra café : Ça va déchirer ce soir de Francis Duquet

## Théâtre
- 1949 : Les Voyous de Robert Hossein, mise en scène de l'auteur, Théâtre du Vieux-Colombier
- 1951 : L'Amour, toujours l'amour de Jean Girault et Jacques Vilfrid, mise en scène Pierre Mondy, Théâtre Antoine
- 1955 : Le Mal d'amour de Marcel Achard, mise en scène François Périer, Théâtre de la Michodière
- 1956 : Fabien de Marcel Pagnol, mise en scène Guy Rétoré, Théâtre des Bouffes-Parisiens
- 1957 : Minnie moustache opérette de Jean Broussolle & André Hornez, lyrics de Jean Broussolle, musique de Georges van Parys, mise en scène de Robert Manuel, décors et costumes de Georges Wakhévitch, chorégraphie de Ruth Page, Théâtre de la Gaîté-Lyrique
- 1958 : Pommes à l'anglaise de Robert Dhéry, Colette Brosset, musique Gérard Calvi, Théâtre de Paris
- 1963 : Six Hommes en question de Frédéric Dard & Robert Hossein, mise en scène Robert Hossein, Théâtre Antoine
- 1969 : Cash-Cash d'Alistair Foot et Anthony Marriott, mise scène Michel Vocoret, Théâtre Fontaine
- 1970 : Cash-Cash d'Alistair Foot et Anthony Marriott, mise scène Michel Vocoret, Théâtre des Célestins
- 1977 : Les Vignes du seigneur de Robert de Flers et Francis de Croisset, Théâtre Michel
- 1979 : Je veux voir Mioussov de Valentin Kataïev, adaptation Marc-Gilbert Sauvajon, mise en scène Jacques Fabbri, Théâtre du Palais-Royal et Théâtre des Variétés en 1980
- 1981 : Pauvre France ! de Sam Bobrick et Ron Clark, mise en scène Michel Roux, avec Georges Beller, Annick Alane, François Duval puis Richard Darbois, Nadine Capri, Théâtre du Palais-Royal et Comédie des Champs-Élysées en 1982
- 1984 : Le Bluffeur de Marc Camoletti, mise en scène de l'auteur, Théâtre de la Michodière, Théâtre des Variétés
- 1988 : Mais qui est qui de Jean Barbier, mise en scène Michel Roux, avec Alain Lionel, Olivia Dutron, Muriel Montossey, Blanche Ravalec, Patrice Keller Théâtre des Nouveautés
- 1988 : Le Grand standing (reprise théâtrale de Le Prisonnier de la Seconde Avenue) de Neil Simon, mise en scène Michel Roux, Théâtre des Nouveautés
- 1991 : Les Jumeaux de Jean Barbier, mise en scène Gérard Savoisien, Théâtre des Nouveautés
- 1993 : Faites comme chez nous de Guy Grosso et Michel Modo, mise en scène Daniel Colas, avec Daniel Russo
- 1994 : Oui Patron ! de Jean Barbier, mise en scène Gérard Savoisien, Théâtre des Nouveautés
- 1995 : Jo, Une femme dans les bras un cadavre sur le dos de Alec Coppel, mise en scène Daniel Colas
- 1997 : L'Entourloupe d'Alain Reynaud-Fourton, Théâtre Fontaine
- 2001 : Les Jumeaux de Jean Barbier, mise en scène Gérard Savoisien, Théâtre des Nouveautés

### Box-office
- Le Gendarme de Saint-Tropez : 7 809 334 entrées
- Le Gendarme se marie : 6 828 626 entrées
- Le Gendarme à New York : 5 495 045 entrées
- Le Gendarme en balade : 4 870 609 entrées
- Mais où est donc passée la septième compagnie ? : 3 944 014 entrées
- On a retrouvé la septième compagnie : 3 740 209 entrées
- Les Tontons flingueurs : 3 342 393 entrées
- Quelques messieurs trop tranquilles : 2 067 380 entrées
- Le Jour de gloire : 1 991 801 entrées
- Ne nous fâchons pas : 1 877 412 entrées
- Pas de problème ! : 1 810 383 entrées
- La Septième Compagnie au clair de lune : 1 792 134 entrées
- Trois Enfants dans le désordre : 1 547 346 entrées
- Un idiot à Paris : 1 360 642 entrées
- Impossible... pas français : 1 227 309 entrées
- Quand passent les faisans : 1 003 633 entrées
- C'est pas parce qu'on a rien à dire qu'il faut fermer sa gueule... : 974 344 entrées
- Ils sont fous ces sorciers : 844 890 entrées
- Le Fou du labo 4 : 806 582 entrées

## Musique[13]
- 1968 : On Est "Les Minets De La Plage" / On Y Va "Bonne Chance ..... Merci (avec Henri Génès) - Vogue
- 1971 : Aimons nous les uns les autres/Moi j'drague pas (7") - Philips
- 1978 : Les Vignes Du Seigneur (7", Single) (avec Bernard Dumaine) - Barclay
- 1981 : Tout Baigne Dans L'Huile (7", Single) (avec Bruna)
- 1982 ; Le Pied (7", Single) - CBS
- 1990 : Le Démon De Midi (7")
- 1995 : C'est drôle c'que j'plais (CD, Album) - Tréma
- 1995 : Pauvre France (CD, Album)
- Jean Lefebvre a aussi repris la chanson du film Simplet

## Publications
- Jean Lefebvre, Mais qu'est ce qu'elles me trouvent, Michel Lafon, 1991,  (ISBN 2-863-91468-5)
- Jean Lefebvre, Pourquoi ça n'arrive qu'à moi, Michel Lafon, 1984.  (ISBN 978-2-86804-264-4)